# MDC (grup musical)
MDC (sigles de Millions of Dead Cops) és un grup de punk rock estatunidenc format el 1979 a Austin, després establert a San Francisco i finalment a Portland. Forma part de la primera fornada de grups que van definir el so i l'estil del hardcore punk, inicialment amb el nom de The Stains, i amb una important influència dins de la subcultura punk. Les seves lletres expressen opinions polítiques d'extrema esquerra.
MDC va publicar el seu material discogràfic per mitjà del segell independent Alternative Tentacles de Jello Biafra, l'excantant de Dead Kennedys. A la dècada del 1990, el vocalista Dave Dictor va escriure editorials per al fanzín de distribució internacional Maximum Rocknroll. MDC es va dissoldre el 1995 però va tornar als escenaris l'any 2000 amb una formació renovada.

## Discografia

### Senzills/EP
- The Stains - «John Wayne was a Nazi» 7", R Radical Records, 1980
- Millions of Dead Cops - «John Wayne was a Nazi» 7", R Radical Records, 1981
- Multi-Death Corporations - Multi-Death Corporations EP, Crass Records, 1983
- Millions of Dead Children - Chicken Squawk EP, R Radical Records, 1984

### Àlbums
- Millions of Dead Cops (1982)
- Smoke Signals (1986)
- This Blood's for You (1987)
- Metal Devil Cokes (1989)
- Hey Cop!!! If I Had A Face Like Yours... (1991)
- Shades of Brown (1993)
- Magnus Dominus Corpus (2004)
- Mein Trumpf (2017)
- Millions of Dead Cowboys (2020)

### Compartits
- Millions of Dead Cops / Capitalist Casualties Liberty Gone EP 7", Slap a Ham, 1994
- Millions of Dead Cops / Pig Champion Split 7", Honest Don's, 1997
- MDC / Poison Idea, 2004
- Millions of Dead Cops / John The Baker, Tank Crimes, 2006
- Millions of Dead Cops / Potbelly, PB/Crash Assailant, 2008
- Millions of Dead Cops / Riot Cop, Malarie, 2008
- Millions of Dead Cops / The Restarts, No Label Records, 2009
- Millions of Dead Cops / Carburetor Dung / The Bollocks - "MABUKKUASA", S.B.S/Jerk Off Records, 2011
- Millions of Dead Cops / Attentat Sonore, Guerilla Vinyl / Campary / Fillferro / Tupatutupa Records, October 2011
- MDC (Acoustic) / Naked Aggression / Raw Power / Som Hi Noise - "No More Borders", Jailhouse/Sixty Nine Apples Records, 2012

### Àlbums en directe
- Elvis In The Rheinland: Live In Berlin, R Radical Records, 1989
- Live In Maribor, 1990
- Live At CBGB's 1983, Beer City Records, 2015